# Mezraya
Mezraya (em árabe: مزراية) é uma aldeia situada na costa nordeste da ilha de Djerba, no sudeste da Tunísia, junto à chamada zona turística, onde se concentram a maior parte dos grandes hotéis internacionais. Faz parte da delegação (espécie de distrito ou grande município) de Houmt Souk, a qual faz parte, como toda a ilha, da província (gouvernorat) de Médenine.
A origem do nome é berbere, sem bem que atualmente todos os seus habitantes só falam árabe. A aldeia tem duas mesquitas, de arquitetura típica e carcaterística de Djerba: Medrajen e Haouari. Esta última foi fundada pelo xeque Ilyes Haouari, que por ter passado a sua juventude no estrangeiro, é conhecido por Sidi Ghrib (Santo Estrangeiro).[carece de fontes?] Na costa erguem-se mais duas mesquitas: Sidi Mehrez e Sidi Zekri, que no passado acumulavam a função de lugar de culto com a de defesa e vigia da costa. A última apresenta a particularidade das suas cúpulas e de ser subterrânea.
As terras arenosas do leste de Mezraya, chamadas Jnayen Chatt, eram ricas em pomares e vinhas. As maçãs eram o produto mais apreciado. As maçãs de Djerba eram exportadas através do antigo porto chamado Marsa de Teffah ("porto das maçãs").